# تد یوهو
تدا یوهو (انگلیسی: Ted Yoho؛ زاده ۱۳ آوریل ۱۹۵۵) نمایندهٔ حوزه انتخابیه سوم فلوریدا از جمهوری‌خواه در مجلس نمایندگان ایالات متحده آمریکا است که برای نخستین‌بار در ۷۹ ژانویه ۲۰۱۳ میلادی به‌عضویت این مجلس درآمد.